# جنگل سنت لوسی
جنگل سنت لوسی (به لاتین: Sainte Luce Reserve) یک ذخیره‌گاه طبیعی در ماداگاسکار است که در Manafiafy - southern Madagascar واقع شده‌است.